# 白晝的流星
《晝行閃耀的流星》是山森三香的日本漫畫。在集英社出版的Margaret上連載，從2011年12號連載到2014年23號。漫畫單行本13本。2017年改編電影，永野芽郁主演，9月22日在中文地區台灣上映。

## 概要
主角與謝野雀的是鄉下的高中一年級學生，因父親被派到海外工作，所以搬到東京的諭吉叔叔家住。前往東京的第一次因為人生地不熟迷了路，在路上因為太熱在公園暈倒，幸好偶然遇到獅子尾才解圍。到轉學的學校後，發現獅子尾是班級導師，向獅子尾告白，卻被獅子尾所拒絕，鄰座同學馬村也向小雀告白，一開始小雀是拒絕，馬村還是一直默默陪伴她，後來小雀接受了馬村的告白。

## 登場人物
與謝野雀（よさの すずめ）
飾演 - 永野芽郁
主角。連載開始時是高中一年級學生。生日12月1日。血型A型。身高163公分，体重50公斤。喜好海鮮、白飯。開場時從鄉下轉學到東京學校，並住在叔叔家，期間多次邂逅獅子尾。後向獅子尾告白失敗，結局被獅子尾告白但拒絕，認為已受到傷害，而馬村一直默默的陪在她身邊，不知不覺喜歡上了他，後跟馬村交往。番外篇得知畢業後在知名料理店當實習廚師，並在結尾與馬村結婚。
獅子尾五月（ししお さつき）
飾演 - 三浦翔平
雀的高中班導師。生日10月3日。血型O型。身高179公分，体重67公斤。諭吉的店的常客，喜歡雀，但被諭吉察覺到後被其斥責，因此為了保持師生關係而不能接受雀告白，心理始終無法坦然面對，後來失去這份機會，最終釋懷並抱著可能會告白失敗的決心與雀告白。。
馬村大輝（まむら だいき）
飾演 - 白濱亞嵐
雀的鄰座同學。生日2月10日。血型A型。身高175公分→178公分，体重59公斤。開場時是個對女生態度惡劣的美男子，被雀發現只是不擅長面對女生。喜歡雀，一直陪在她身邊，逐漸向雀表示好感，後被雀告白，自己也重新告白，兩人交往了。番外篇得知從事建築設計的工作，結尾向雀求婚。
猫田柚柚香（ねこた ゆゆか）
飾演 - 山本舞香
雀的同學。生日8月30日。血型AB型。身高156公分，体重43公斤。從小到大都是受歡迎的美少女，認為只要裝乖乖女就可以維持人際關係，私下卻是腹黑，個性被揭穿後反而更受男生歡迎。原本喜歡馬村，還與雀因此起過爭執，後與雀成為好朋友。漫畫版後因被學校的土牛學長追求，從而喜歡土牛學長並交往。
鶴谷莫妮卡（つるたに モニカ）
飾演 - 小山莉奈
雀的同學。生日4月23日。血型O型。身高169公分，体重55公斤。漫畫版與犬飼交往。
龜吉奈奈（かめよし なな）
飾演 - 大幡しえり
雀的同學。生日11月1日。血型B型。身高154公分，体重43公斤。喜好碳酸飲料。蘑菇頭，喜歡年長的男性。與鶴谷從國中就是好友，與猿丸是青梅竹馬。雖常常口頭吐槽猿丸，但曾說過猿丸是男生中相處起來最輕鬆的。
犬飼学（いぬかい まなぶ）
飾演 - 小野寺晃良
雀的同學。生日是7月13日。血型O型。身高169公分，体重60公斤。漫畫版與鶴谷交往。
猿丸小鐵（さるまる こてつ）
飾演 - 室井響
雀的同學。生日是9月20日。血型是B型。身高172公分，体重59公斤。樂天派男生，馬村、犬飼一夥人的開心果。很喜歡打電動跟看漫畫，但除了龜吉以外盡量不想被別人知道此事。番外篇中得知龜吉被同學告白後覺得忌妒，後與其告白。
熊本諭吉（くまもと ゆきち）
飾演 - 佐藤隆太
雀的叔叔。生日5月2日。血型O型。身高186公分，体重72公斤。在東京開飲食店。對雀的課業很嚴格，在雀搬來東京住後很照顧雀。
鹿島蕾（かしま つぼみ）
獅子尾前女友。比獅子尾5歳年長。漫畫版點醒獅子尾心中的迷惑。電影版則未登場。
皆川土牛（みながわ とぎゅう）
學校大一屆的學長。生日11月3日。血型B型。身高177公分，体重60公斤。喜好燒肉、冰品。校園最受歡迎的帥哥，但家境窮困。因好奇開始追求柚柚香，但逐漸理解其真實的性格後逐漸喜歡柚柚香，後與其交往，電影版則未登場。

## 合作企劃
2014年earth music＆ecology曾和本作品合作推出原畫展和預售會。

## 出版書籍
| 冊數   | 集英社         | 集英社                 | 東立出版社     | 東立出版社             |
| 冊數   | 發售日期       | ISBN                   | 發售日期       | ISBN                   |
| ------ | -------------- | ---------------------- | -------------- | ---------------------- |
| 1      | 2011年10月25日 | ISBN 978-4-08-846708-5 | 2014年2月19日  | ISBN 978-986-332-997-8 |
| 2      | 2012年2月24日  | ISBN 978-4-08-846744-3 | 2014年2月19日  | ISBN 978-986-332-998-5 |
| 3      | 2012年6月25日  | ISBN 978-4-08-846786-3 | 2014年6月26日  | ISBN 978-986-332-999-2 |
| 4      | 2012年10月25日 | ISBN 978-4-08-846843-3 | 2014年12月30日 | ISBN 978-986-337-000-0 |
| 5      | 2013年2月25日  | ISBN 978-4-08-846888-4 | 2016年1月28日  | ISBN 978-986-337-001-7 |
| 6      | 2013年5月24日  | ISBN 978-4-08-845042-1 | 2016年9月13日  | ISBN 978-986-337-002-4 |
| 7      | 2013年9月25日  | ISBN 978-4-08-845095-7 | 2016年11月4日  | ISBN 978-986-337-617-0 |
| 8      | 2013年12月25日 | ISBN 978-4-08-845139-8 | 2017年5月18日  | ISBN 978-986-348-316-8 |
| 9      | 2014年3月25日  | ISBN 978-4-08-845177-0 | 2017年9月25日  | ISBN 978-986-348-682-4 |
| 10     | 2014年6月25日  | ISBN 978-4-08-845224-1 | 2018年2月9日   | ISBN 978-986-365-590-9 |
| 11     | 2014年10月24日 | ISBN 978-4-08-845281-4 | 2018年3月12日  | ISBN 978-986-382-089-5 |
| 12     | 2015年2月25日  | ISBN 978-4-08-845344-6 | 2018年6月22日  | ISBN 978-986-382-977-5 |
| 番外篇 | 2015年8月25日  | ISBN 978-4-08-845430-6 | 2019年7月11日  | ISBN 978-986-462-313-6 |

小說
- 原作：山森三香、著者：はのまきみ《ひるなかの流星 まんがノベライズ特別編 〜馬村の気持ち〜》 〈集英社未來文庫〉、全1卷
  - 2017年3月10日發售、ISBN 978-4-08-321362-5

## 电影
2017年3月24日在日本當地公開上映。

### 演員
只有電影版出現的角色。
与謝野聡子
演出 - 西田尚美
主角的母亲。 她的丈夫前往海外工作。

### 工作人员
- 導演 - 新城毅彦
- 編劇 - 安達奈緒子
- 音樂 - 羽毛田丈史
- 攝影 - 小宮山充
- 主題曲 - Dream Ami「はやく逢いたい」
- 製作 - 小川晉一（日语：小川晋一）、市川南、木下暢起
- 製作工作室 - C&Iエンタテインメント
- 企劃、製作幹事 - 富士電視台
- 製作 - 映画「ひるなかの流星」製作委員会（富士電視台・東宝・集英社）

### 相關作品
漫畫
- 《白晝的流星 電影化紀念Special》集英社 〈SHUEISHA Girls Remix〉
  - 2017年3月17日發售、ISBN 978-4-08-113809-8

小說
- 原作：山森三香、著者：ひずき優、《電影小說 白晝的流星》〈集英社Orange文庫〉、全1卷
  - 2017年2月17日發售、ISBN 978-4-08-680122-5

- 原作：山森三香、著者：はのまきみ、《電影小說 未來文庫版 白晝的流星》〈集英社未來文庫〉、全1卷
  - 2017年2月24日發售、ISBN 978-4-08-321361-8

## 腳注

## 外部連結
- .   [2017-10-08]. （原始内容存档于2016-05-07）.
- 电影白晝的流星日文官方网站
- 電影「白晝的流星」日本官方的X（前Twitter）